# Südopossum
Das Südopossum (Didelphis marsupialis), auch Schwarzohr-Opossum genannt, ist eine Beuteltierart aus der Gattung der Opossums. Das Nord- oder Virginiaopossum (Didelphis virginiana) wurde früher als Unterart des Südopossums angesehen, weswegen sich in älteren Werken auch der Name Nordopossum (im Gegensatz zu anderen, nur in Südamerika lebenden Opossumarten) für Didelphis marsupialis findet. Die auf den Antillen übliche Bezeichnung Manicou oder Manikou kommt wahrscheinlich aus einer indianisch-amerikanischen Sprache.

## Beschreibung

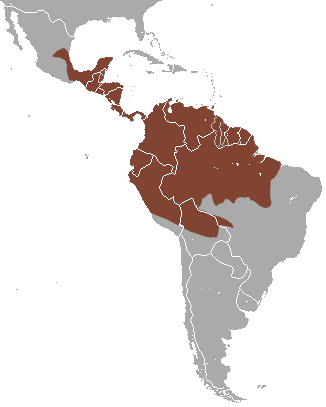
Verbreitungsgebiet

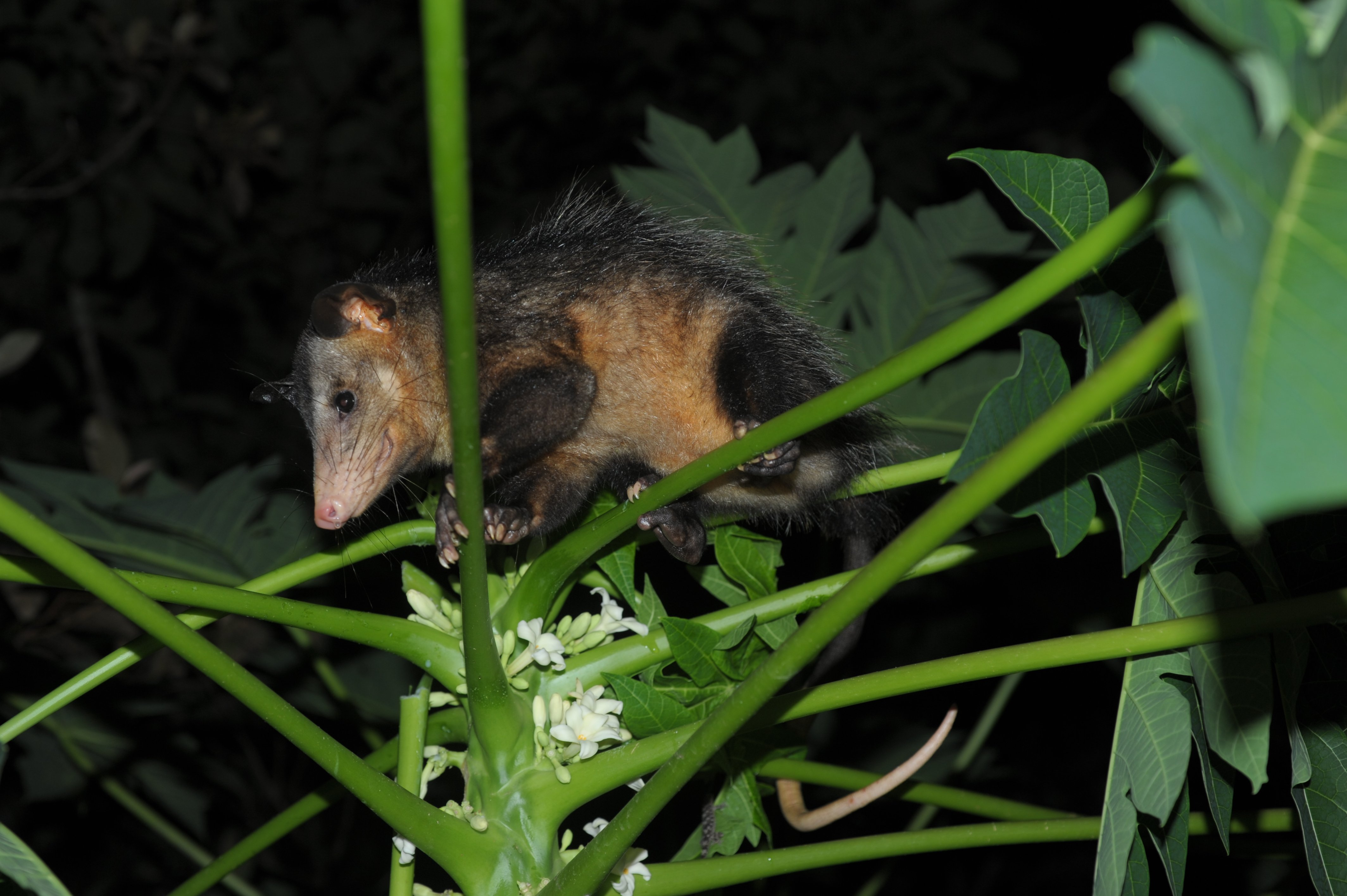
Südopossum auf einer Papaya-Pflanze in Bragança, Nordbrasilien

Die Tiere erreichen eine Kopfrumpflänge von 32,5 bis 46,5 cm, haben einen 33,5 bis 46,5 cm langen Schwanz und erreichen ein Gewicht von 0,57 bis 2,4 kg. Männchen sind größer als die Weibchen und haben eine andere Schädelform. Das Rückenfell ist schwarz oder grau. Die mehr oder weniger gut sichtbare dichte Unterwolle ist hellgelb, das derbe Deckhaar ist schwarz oder grau. Das Bauchfell ist ähnlich gefärbt, nur etwas heller oder mit einer leichten orangen Tönung. Der Kopf ist schmutzig gelb, manchmal mit einer undeutlichen Augenmaske, die sich von der Nase bis zu den Ohrenbasen erstreckt. Die Wangen sind gelblich oder hell orangefarben. Der für die meisten Opossumarten typische dunkle Mittelstreifen auf dem Gesicht ist nicht oder nur wenig ausgeprägt. Der Schwanz ist nur an der Basis behaart. Er ist schwärzlich, die Spitze ist weiß. Die Pfoten sind schwarz. Die großen, unbehaarten Ohren sind schwarz. Bei Jungtieren können sie bis zu einem Alter von etwa 4 Monaten auch weiß sein. Überwiegend grau gefärbte Südopossums und schwärzliche Exemplare können in den gleichen Populationen auftreten, in den meisten Fällen sind die Tiere aus Wälder aber überwiegend schwärzlich und die aus Trockengebieten eher grau gefärbt. Die Weibchen haben 11 oder 13 Zitzen im Beutel, 5 oder 6 an den Seiten und einen Mittleren. In freier Wildbahn werden die Tiere maximal 2,5 Jahre alt.

## Verbreitungsgebiet und Lebensraum
Südopossums sind in Mittel- und Südamerika beheimatet. Ihr Verbreitungsgebiet erstreckt sich von der südlichen Grenze des mexikanischen Bundesstaates Tamaulipas über das südliche Mexiko und Mittelamerika bis ins Amazonasbecken und schließt auch Trinidad und Tobago und die Kleinen Antillen südlich von Dominica mit ein. Auf den Kleinen Antillen sind sie möglicherweise erst vom Menschen eingeführt worden. Südopossums bewohnen eine Reihe von Habitaten, darunter Wälder und Grasländer, aber auch landwirtschaftlich genutzte Gebiete. Gegenden mit einer Höhe von mehr als 1000 Metern über dem Meeresspiegel, z. B. die Tepuis in Venezuela und Guyana, sowie trockene Regionen werden gemieden. Als Kulturfolger sind sie teilweise auch in Städten zu finden.

## Lebensart und Nahrung
Südopossums sind nachtaktive Einzelgänger und werden in der Regel eine Stunde nach Sonnenuntergang aktiv. In Costa Rica liegt die Hauptaktivitätszeit zwischen 21 und 3 Uhr. Den Tag verbringen die Tiere schlafend in hohlen Bäumen, den Kopf unter ihrem Körper versteckt. Sie können gut klettern und halten sich oft auf Bäumen auf, kommen aber zur Nahrungssuche immer wieder auf den Boden. Das Territorium eines Südopossums kann 5,3 bis 165 Hektar groß sein. Dabei sind die Territorien der Männchen bis zu 5 mal größer als die der Weibchen. Die Distanz, die ein Tier in der Nacht zurücklegt, liegt zwischen 70 und 1400 Meter. Sagen den Tieren die Bedingungen zu, können sie sehr zahlreich sein. In Panama wurden 22 bis 45 Individuen pro km² gezählt, in Venezuela 30 bis 250.
Südopossums sind Allesfresser, die sowohl Früchte (z. B. Feigen, Mango) und anderes pflanzliches Material als auch Fleisch wie Würmer, Insekten, Frösche, kleine Schlangen und andere kleine Reptilien, aber auch kleine Nager, Vögel und Eier verzehren. Selbst Fledermäuse, Ratten, Vieraugenbeutelratten und Hauskatzen werden gelegentlich erbeutet. Bei Gelegenheit wird auch Aas verzehrt. Alle Früchte, die sie fressen, haben eine weiche Schale, viel Fruchtfleisch und enthalten viel Wasser. Möglicherweise haben die Südopossums eine bedeutende Rolle bei der Verbreitung der Samen der entsprechenden Pflanzen. Auch der Konsum von Nektar wurde beobachtet. Südopossums sind unempfindlich gegen das Gift von Grubenottern und verschiedenen Arten von Klapperschlangen (Crotalus), Buschmeistern (Lachesis) und Amerikanischen Lanzenottern (Bothrops) sind möglicherweise Teil ihres Beutespektrums.

## Fortpflanzung und Entwicklung
Das Weibchen kann bis zu dreimal im Jahr Nachwuchs zur Welt bringen, dazu errichtet es ein Blätternest mit einem Durchmesser von etwa 40 cm in Bäumen oder Erdhöhlen. Die Blätter zum Nestbau werden mit den Vorderpfoten ergriffen und unter dem Bauch mit Hilfe des Schwanzes festgehalten zum Bauplatz transportiert. Im westlichen Kolumbien wurde ein Weibchen gefilmt, das sich Blätter in den Beutel stopfte, bevor es mit dem Blättersammeln fortfuhr. Die Fortpflanzungszeit variiert je nach Region. In Gegenden ohne eine deutlich ausgeprägte Trockenzeit, z. B. Anden Venezuelas, dem Amazonasbecken oder Französisch-Guayana, vermehren sich Südopossums das ganze Jahr über, im mittleren Brasilien vor allem während der Trockenzeit von August bis September. Die Wurfgröße ist unterschiedlich und variiert von zwei bis 14, durchschnittlich sind es vier bis sechs. Wie bei allen Beuteltieren sind die Jungtiere ausgesprochen klein und wiegen nur 0,13 Gramm. Nach 75 bis 80 Tagen verlassen sie den Beutel der Mutter und bleiben danach noch 8 bis 15 Tage im Nest. Mit drei bis vier Monaten sind sie entwöhnt. Weibchen werden im Alter von sechs bis sieben Monaten geschlechtsreif, Männchen mit etwa acht Monaten. Die Südopossums sterben durchschnittlich mit 2,5 Jahren.

## Südopossums und Menschen
In manchen Gegenden genießen Südopossums einen schlechten Ruf, da sie manchmal in Hühnerställe eindringen und das Geflügel reißen. Sie werden auch wegen des Opossumfells gejagt. Auf den Antillen werden sie auch gerne gegessen. Dazu werden sie bei Nacht mit einer Stablampe gejagt, diese blendet das Tier, sodass es einfach zu fangen ist. Eine weitere Gefahr stellt der Straßenverkehr dar, oft findet man überfahrene Tiere auf den Straßen.
Aufgrund ihres großen Verbreitungsgebietes und ihrer Anpassungsfähigkeit sind Südopossums weit verbreitet und zählen nicht zu den bedrohten Arten. Allerdings sind sie seit dem 17. Februar 1989 auf den französischen Antillen gesetzlich geschützt.

## Belege
1. 1 2 3 4 5  Diego Astúa: Family Didelphidae (Opossums). in Don E. Wilson, Russell A. Mittermeier: Handbook of the Mammals of the World – Volume 5. Monotremes and Marsupials. Lynx Editions, 2015, ISBN 978-84-96553-99-6. Seite 163.
2. ↑  Didelphis marsupialis in der Roten Liste gefährdeter Arten der IUCN 2006. Eingestellt von: New World Marsupial Specialist Group, 1996. Abgerufen am 12. Mai 2006.